# 善きサマリア人のいる風景
『善きサマリア人のいる風景』（よきサマリアびとのいるふうけい、蘭: Landschap met de barmhartige Samaritaan, 波: Krajobraz z miłosiernym Samarytaninem, 英: Landscape with the Good Samaritan）は、オランダ黄金時代の巨匠レンブラント・ファン・レインが1638年に制作した絵画である。油彩。主題は『新約聖書』「ルカによる福音書」で語られている善きサマリア人のたとえ話から取られている。ワルシャワ王宮に所蔵されている『額縁の中の少女』（Jonge vrouw in een schilderijlijst）および『書見台の学者』（Geleerde aan een lessenaar）とともに、ポーランドのコレクションが所有する3点のレンブラント作品の1つ。長らくポーランドとリトアニアの大貴族であるチャルトリスキ家の美術コレクションに含まれていたことで知られる。現在はクラクフのチャルトリスキ美術館に所蔵されている。また同主題の絵画がロンドンのウォレス・コレクションに所蔵されている。

## 主題

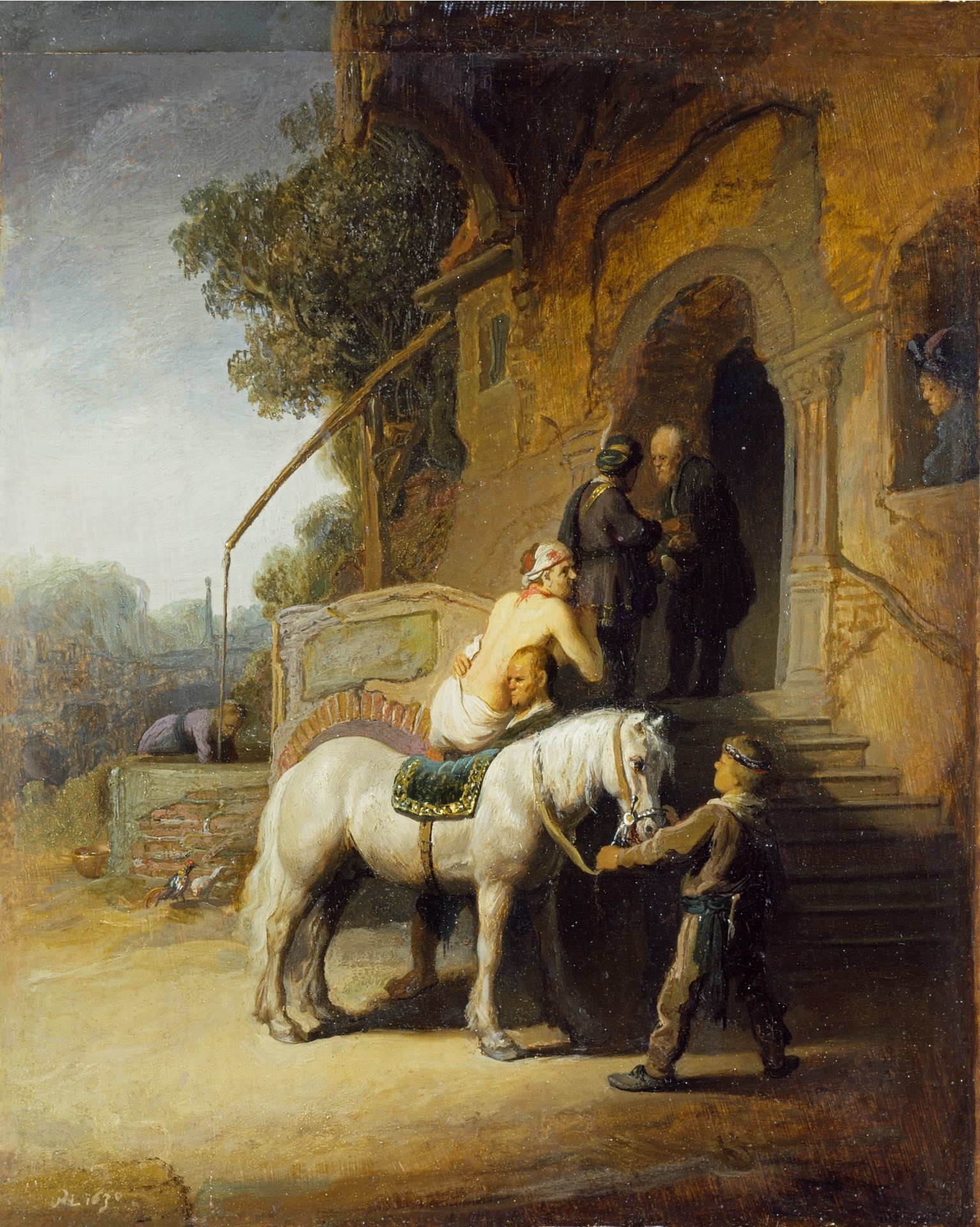
レンブラントの1633年の絵画『善きサマリア人』。ウォレス・コレクション所蔵。

善きサマリア人のたとえ話は「ルカによる福音書」の10章25節から37節で言及されている。イエス・キリストが隣人愛とはいかなるものかをたとえ話として語ったものであり、「ルカによる福音書」以外には語られていない。あるとき律法学者がイエス・キリストを試そうとして、永遠の生命を授かる方法を質問した。するとイエスは律法にはどう書いてあるかと聞き返した。そこで律法学者は「神を愛し、自分を愛するように隣人を愛せよ」とあると答えた。イエスはそのようにせよと話したが、律法学者はさらに隣人とは誰のことかと質問した。するとイエスは一つのたとえ話を話し始めた。

「ある人がエルサレムからエリコへの旅の途中で強盗に襲われた。旅人は何もかも奪われたうえに、ひどい傷を負わされて、道端に倒れて動くこともできずにいた。そこに祭司・レビ人・サマリア人の3人が通りかかった。祭司とレビ人は旅人を見ないふりをして道の向こう側を歩いて去っていった。しかしサマリア人は旅人を見ると不憫に思い、傷口を消毒して包帯を巻き、町の宿屋まで運んで介抱した。また翌朝になるとお金を渡して宿屋の主人に世話を頼んだ」。

このように話した後でイエスは律法学者に「この3人のうちで誰が旅人の隣人だと思うか」と尋ねた。律法学者は慈悲深い行いをした人（サマリア人）だと答えた。そこでイエスは「あなたも行って同じようにしなさい」と言った。

## 作品
レンブラントは傷ついた半裸の男を馬に乗せている善良なサマリア人を描いている。レンブラントは1630年にも同主題の絵画『善きサマリア人』（De barmhartige Samaritaan）を制作しているが、そこでは善良なサマリア人が助けた旅人を宿屋に連れていく場面が描かれている。それに対して本作品ではサマリア人が傷ついた旅人を助け、町へ運ぼうとする場面を広い風景の中に描いている。
善良なサマリア人と傷ついた旅人は画面右下前景の深い森に沿って続いている道端に描かれている。馬の背中に乗せられた旅人は、うつぶせのままぐったりして動かない。善良なサマリア人は彼が馬から落ちないように左手を旅人の背中に添えて支えている。道の先には一組の男女が立っている。おそらく彼らは旅人を襲った事件を目撃していたのだろう、まるで恐怖から抜け出せないでいるかのように身を寄せ合い、善良なサマリア人と傷ついた旅人を見つめている。彼らのそばにはナツメヤシの木が立っている。一方、道の左側には隙間なく生えた樫の並木があり、猟師と少年の姿が見える。これらの木々は画面中央付近にあって、画面を大きく2分している。左側には明るい日の光に照らされた平野が広がり、働く人々や家畜の姿が見える。道は森を離れて平野の中を通り、遠方に見える市壁を備えた都市（おそらくエリコ）へと続いている。レンブラントは彼が生きた17世紀オランダの同時代的な要素として、都市のそばにオランダの風車を描いている。道の途中には傷ついた旅人を見捨てて立ち去った祭司とレビ人の小さな姿と、傷ついた旅人と善良なサマリア人のそばを無関心に走り去ったであろう馬車が見える。
レンブラントは単に風景の中に『新約聖書』の物語を描いただけでなく、物語と風景とを密接に結びつけている。すなわち、上空では風が嵐を示す暗雲を吹き散らして、澄んだ青空を覗かせており、それによって平野は日の光に照らされている。ここでは嵐と闇は悪を象徴しており、その悪が消えることで善を象徴する日の光が現れる。同様に地上では善良なサマリア人の慈悲深い行為によって旅人を覆う暴力の苦しみと他人への無関心は追い払われ、旅人に安息が訪れる。このように、自然の変化は地上の出来事を反映しており、風景によって物語を象徴的に描いている。
レンブラントは絵筆やペインティングナイフを使用して様々な質感を表現している。一部の特に明るい箇所では絵具を厚く塗っているが、薄く塗られた場所では赤い下塗りが輝いて見える。
署名と日付は画面右下隅に描き込まれている。
2003年から2004年にかけて修復が行われ、絵画の表面を部分的に覆っていた暗いワニスと多数の古い修復が除去された。これにより作品の本来の色彩および細部が復元された。

## 来歴
絵画の制作経緯や初期の来歴は不明である。最初に記録に現れるのは1766年のデン・ハーグの美術収集家M・D・エヴァースダイク（M. D. van Eversdijck）のコレクションとしてであり、同年5月28日の競売で売却されている。その後、絵画はパリに移り、美術収集家ジャン＝アントワーヌ・ド・ヴァサル・ド・サン＝テュベール（Jean-Antoine de Vassal de Saint-Hubert, 1741年-1782年）が所有していたが、1774年1月17日の競売でフランス人画家ジャン＝ピエール・ノルブラン・ド・ラ・グルデーヌによって購入された。ポーランドで活動していたノルブランはおそらくアダム・カジミェシュ・チャルトリスキ公爵のために本作品を購入した。チャルトリスキ・コレクションの記録に最初に現れるのは1809年から1828年にかけてである。

## ギャラリー
ポーランドの他のレンブラント作品

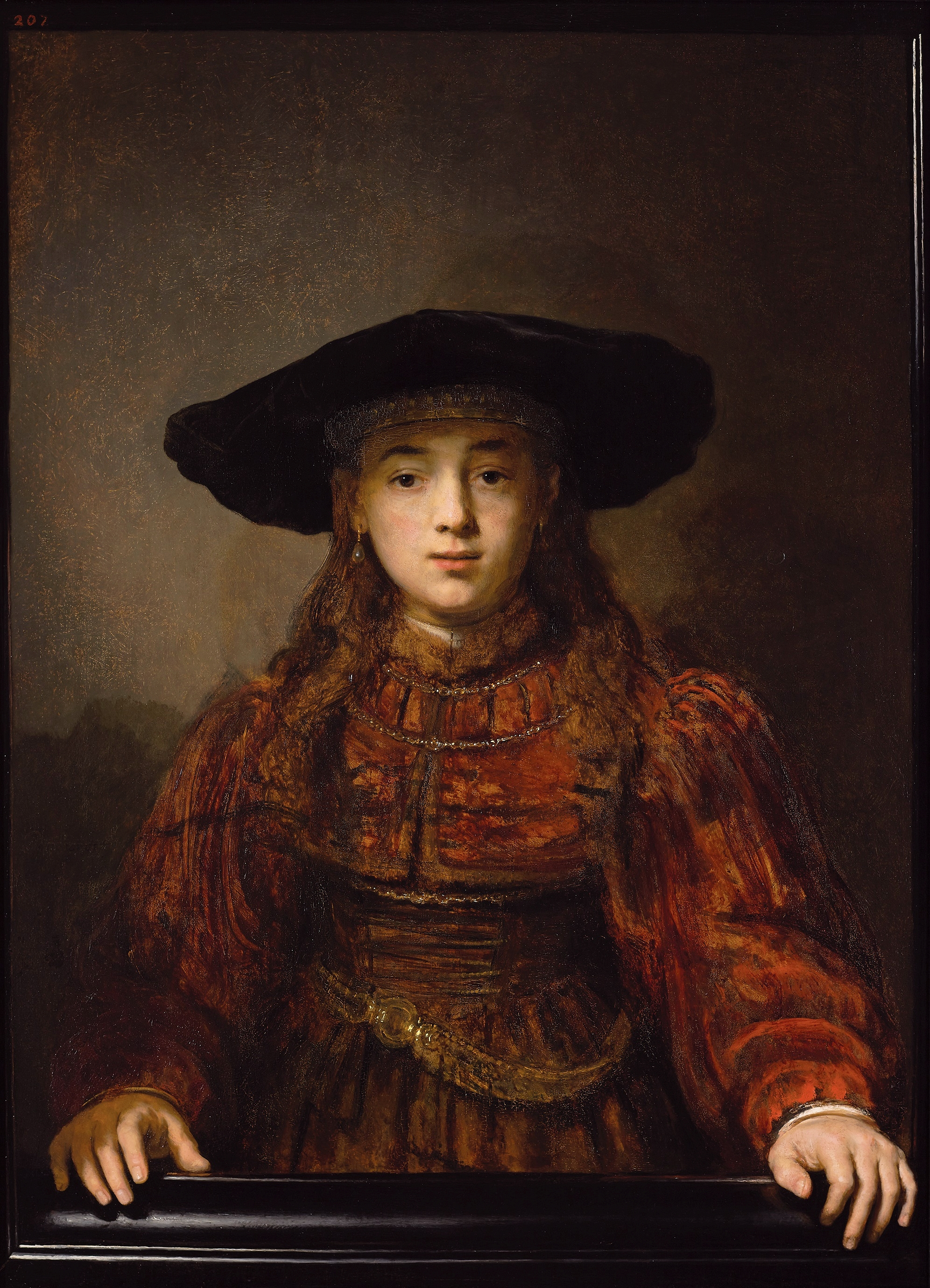
『額縁の中の少女』1641年 ワルシャワ王宮所蔵
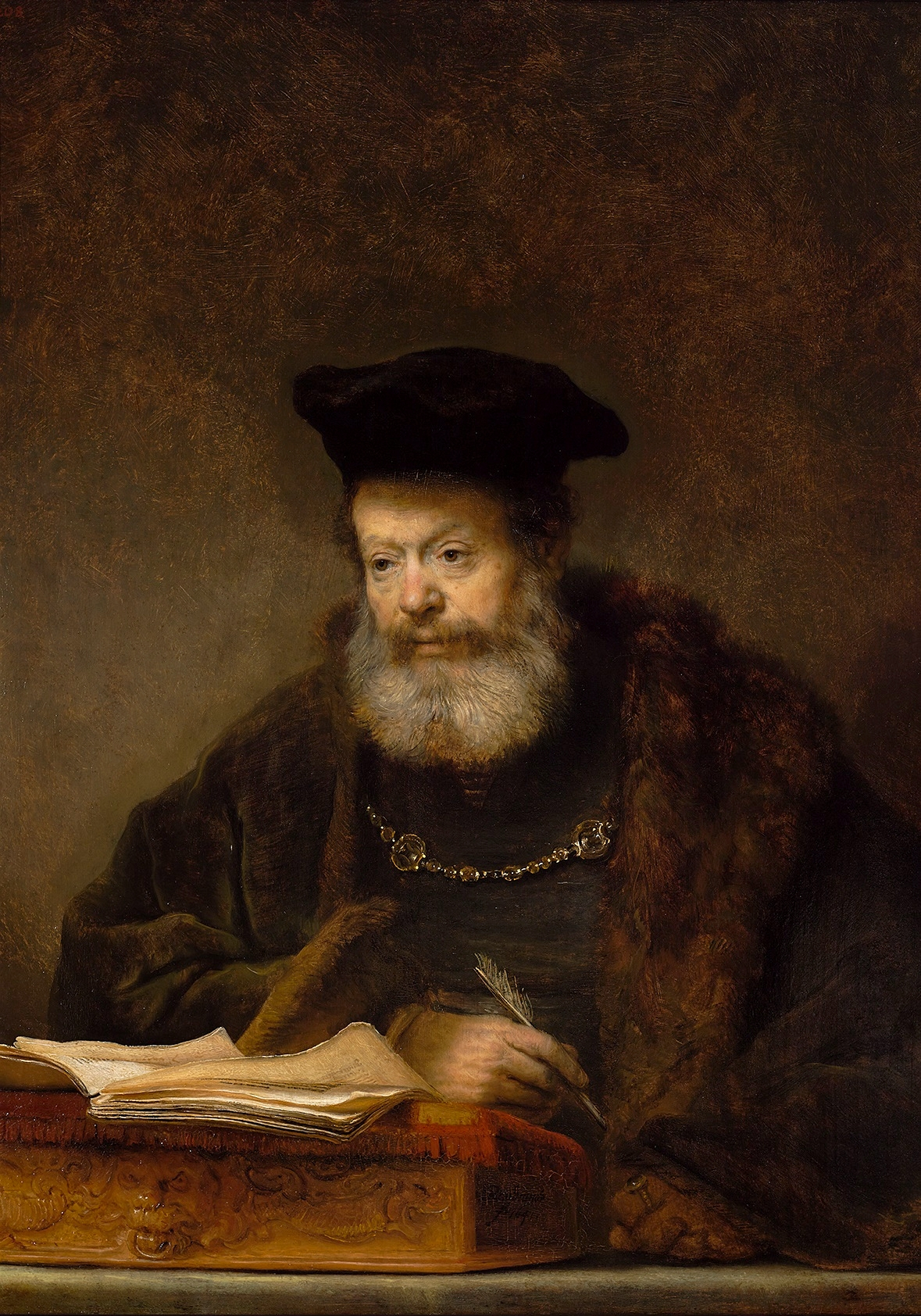
『書見台の学者』1641年 ワルシャワ王宮所蔵